# Virginia Gibson

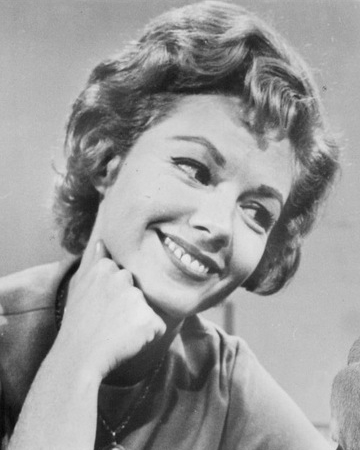
Virginia Gibson

Virginia Gibson, geboren als Virginia Gorski (St. Louis, Missouri, 9 april 1928 – Newtown, Pennsylvania, 25 april 2013) was een Amerikaans actrice, danseres en zangeres.
Naast haar acteerwerk in de film, musicals en voor tv was Gibson vaak gast in de The Johnny Carson Show (1955-1956) en ze was medepresentatrice van het kinderprogramma Discovery in de jaren zestig.
Ze was genomineerd voor een Tony Award voor haar rol in de musical Happy Hunting.
In 1960 ging ze na de televisieserie Not for Hire met pensioen.

## Filmografie
- Funny Face
- Athena
- She's Back on Broadway
- Stop, You're Killing Me
- Painting the Clouds With Sunshine
- Seven Brides for Seven Brothers
- About Face
- Goodbye, My Fancy
- Tea for Two
- I Killed Wild Bill Hickok
- Once Upon a Honeymoon
- So This Is Hollywood (TV sitcom)